# L'importante è finire/Quando mi svegliai
L'importante è finire/Quando mi svegliai è il 117º singolo di Mina, pubblicato nel 1975 dall'etichetta privata dell'artista PDU e distribuito dalla EMI Italiana.

## Descrizione
Anticipa l'album La Mina che verrà pubblicato, come ormai consuetudine da qualche anno, dalla cantante nel mese di ottobre e come parte di un doppio LP che comprende anche Minacantalucio, un 33 giri tributo alla coppia Battisti-Mogol.
Distribuito anche in Spagna (Odeon J 006-96.718), in Belgio e Francia (PDU C004 96718), in Turchia (ABC 9).

## Successo e classifiche
Il singolo raggiunge immediatamente le vette della Hit Parade fino a piazzarsi in seconda posizione, permanendo a lungo nelle zone alte della classifica, ma sempre dietro a Sabato pomeriggio di Claudio Baglioni, che in quel periodo è indiscusso campione di incassi.
| Classifica 1975         | Posizione | Settimane |
| ----------------------- | --------- | --------- |
| 16 agosto               | 6 (2)     | 1         |
| 23-30 agosto            | 4 (1)     | 2         |
| 6 settembre             | 3 (1)     | 1         |
| 13 settembre-25 ottobre | 2 (1)     | 7         |
| 1 novembre              | 3 (1)     | 1         |
| 8 novembre              | 4 (1)     | 1         |

| Data        | Posizione | Settimane |
| ----------- | --------- | --------- |
| 15 novembre | 3 (1)     | 1         |
| 22 novembre | 4 (1)     | 1         |
| 29 novembre | 5 (2)     | 1         |
| 6 dicembre  | 6 (5)     | 1         |
| 13 dicembre | 7 (6)     | 1         |
| 20 dicembre | 10 (9)    | 1         |

Sono 19 settimane consecutive di permanenza insieme al disco di Baglioni (che ne conta due in più, essendo entrato il 2 agosto in 5ª posizione e salito in 3ª la settimana seguente), fino all'uscita contemporanea di entrambi i 45 giri dalla graduatoria. Anche la classifica annuale del 1975 conferma le medesime posizioni, con il singolo di Mina in seconda piazza.

## L'importante è finire

### Storia
Canzone scritta da Cristiano Malgioglio e musicata da Alberto Anelli, è uno dei grandi successi della cantante, considerata una delle pietre miliari della sua carriera. Immediatamente censurata dalla televisione nazionale dopo un primo passaggio in radio, a causa dei contenuti "proibiti" del testo. Sebbene bandita dalla diffusione nel programma Hit Parade, entra ugualmente in classifica e, qualche tempo dopo, viene riammessa agli ascolti.
Non è noto se l'esibizione di Mina al programma televisivo Adesso musica, della stessa Rai, sia andata in onda prima o dopo il divieto della commissione di censura. Il video è presente nel DVD Gli anni Rai 1972-1978 Vol. 1, inserito in un cofanetto monografico pubblicato da Rai Trade e GSU nel 2008.
Alex Turner, frontman degli Arctic Monkeys, cita la canzone durante il concerto all'Auditorium Parco della Musica di Roma nel maggio del 2018.

### Base orchestrale

Mina con Pino Presti, bassista e arrangiatore della canzone

L'arrangiamento di Pino Presti, considerato ancora attuale e preso a modello negli anni 2020 anche da interpreti appartenenti alle nuove generazioni, è caratterizzato da un ritmo di Bossa nova lenta, da una linea di basso con venature funk, dagli appoggi percussivi dell'Hammond e dal groove della Drum machine Roland (che con la chitarra acustica, gli interventi melodici del moog e le congas) offrono a Mina il supporto ideale per un'interpretazione da par suo, con evidenti risvolti allusivi e sensuali.
Il testo di Malgioglio, che all'epoca fece molto scalpore e permise all'autore di farsi conoscere dal pubblico italiano, fa riferimento esplicito a un amplesso amoroso, ma è notizia falsa e infondata che il titolo originale della canzone fosse L'importante è venire.
È invece inequivocabile che la canzone si adatti perfettamente allo stile della cantante: trasgressiva fin dagli inizi, tanto nei confronti del pubblico, quanto nell'immagine proposta in video e nella vita privata. 
(Mina al Festival di Sanremo 1960)

### Cover
- xxxx - George Papas Orchestra, singolo (Fonola Dischi – SP 8102)
- 1975 - Santi Latora, album Latin Soul (durium – ms A 77373)
- 1975 - Gil Ventura, album Sax Club Number 12 (EMI – 3C 054 - 18122)
- 1975 - Glauco Masetti, album I Superclassifica (Spark – SRFL 9664)
- 1975 - Andy Bono, album Playtheque (Odeon – 3C 054-18093)
- 1975 - George Saxon, album A Saxophone Around The World - 10ª Raccolta (Joker – SM 3794)
- 1975 - Lucy Villa ne offre una delicata versione in spagnolo col titolo "Lo importante es sentir", testo di Lucy Villa, singolo (HP – VHP 1-0034), pubblicati in Perù; compilation Nuevos 12 poderosos (Philips – 6300213)
- 1976 - Silvana Di Lorenzo, singolo in castigliano Lo importante es saberlo, testo di Piero e José Tcherkaski (Arcano Records – DKA0-9391); album del 1977 Silvana Di Lorenzo (RCA Records – AVS-4443)
- 1976 - Katri Helena, singolo in finlandese Loppu Tuskaa Tuo, testo di Saukki (Scandia – KS 959); album Lady Love (Scandia – SLP 641)
- 1983 - Cristiano Malgioglio, album Bellissime (WEA Italiana – 24 0313-1)
- 1983 - Orchester Anthony Ventura. album Ti amo - Italienische Traummelodien (Ariola – 205 837)
- 1991 - Ksenija Erker, album Ciao Italia (Jugoton – LP-6-1 2 03476 5)
- 1991 - Lele Gaudì, EP (Mercury Records – 866 331-1); album Basta poco (Mercury Records – 848 990-1)
- 1993 - Raffaella Carrà in spagnolo col titolo "Lo importante es... amarle" per l'album Hola Raffaella (Ariola – 74321 18572 1), pubblicato in Spagna
- 2001 - Amanda Lear, album Heart (Le Marais Prod. – 560008 2-7)
- 2002 - Eve versus Adam, singolo (Musa Records – VS/01)
- 2003 - Civica Jazz Band. album Omaggio a Mina
- 2004 - Cenere, singolo (Tumtumpà Records – CAS 901)
- 2004 - Michele Di Toro, album Playing with Music (Music Center – BA 061 CD)
- 2005 - Pamela, album  (Lollygag S.a.s. Edizioni Musicali – 2005/49)
- 2005 - Il gruppo sardo dei Sikitikis, singolo dall'album Fuga dal deserto del Tiki (Casasonica – CSSNC001)
- 2005 - Simona Bencini, album Sorgente (Warner Music Italy)
- 2014 - Licia Fox, singolo (Tormy Van Cool – MP201400003), pubblicato in Belgio
- 2019 - Cecilia Gayle ft. Gino Latino Miami, singolo (Downbridge Publishing)
- 2021 - Mónica Naranjo in spagnolo dal titolo "¡Qué Imposible!" nell'album Puro Minage (Sony Music – 19439836462), pubblicato in Spagna
- 2022 - Musicamdo Jazz Orchestra & Alessandra Doria, album Grande grande grande Mina (Notami Jazz – NJ042)
- The Tommy Moreno's Group, album Hit Parade International (Westminster London – 20147)

## Tracce
Lato A
1. L'importante è finire – 3:21 (testo: Cristiano Malgioglio – musica: Alberto Anelli; edizioni musicali PDU/Curci)

Lato B
1. Quando mi svegliai – 3:06 (testo: Daniele Pace – musica: Mario Panzeri, Corrado Conti; edizioni musicali PDU/Successo)

## Musicisti inL'importante è finire
- Pino Presti - basso, arrangiamento e direzione d'orchestra
- Massimo Luca - chitarra acustica
- Alberto Baldan Bembo - organo Hammond C3, sintetizzatore
- Ellade Bandini - batteria
- Renè Mantegna - congas
- Drum machine Roland (Rhythm Ace)

Tecnico del suono in entrambi i brani Nuccio Rinaldis.

## L'importante è finirein singoli e album
Cantata in italiano
- Del mio meglio n. 4 - 1977
- Mina Live '78 - 1978 (dal vivo)
- Oggi ti amo di più - 1988
- Mina Studio Collection - 1998 (EMI Italiana)
- The Platinum Collection [CD 1] - 2004

Cantata in francese (titolo Pour en finir comment faire, testo Pierre Delanoë, orchestrazione Gabriel Yared):
- Pour en finir comment faire/La cigarette [singolo] - 1974 (Pathè C004 96736, distribuito solo in Francia)
- Mina - 1975 (PDU C066 14214, raccolta esclusiva)
- Je suis Mina - 2011 (EMI Italiana, raccolta internazionale su CD)

Cantata in inglese (titolo Take Me, testo Norman Newell):
- Mina - 1978 (EMI EMC 3243 e OC 062-06667, disponibile solo nel Regno Unito)
- I Am Mina - 2011 (EMI Italiana, raccolta internazionale su CD)

Intitolata in spagnolo Lo importante es el final, ma cantata in italiano:
- Lo importante es el final[16] - 1976 (EMI 6293, raccolta distribuita in Argentina e Uruguay nel 1978; contiene anche Quando mi svegliai intitolata Cuando me despertabas)
- singolo promozionale argentino (Parlophone 1305) con i soli titoli tradotti.